# Livpäls m/1905
Livpäls m/1905 var en livpäls som användes inom försvarsmakten.

## Utseende
Denna livpäls var av gråvitt linne med foder av fårskinn samt hade en enradig knapprad om sex knappar. Den har en fällkrage att igenhäktas framtill med hyska och hake. Livpälsens gradbeteckningar finns likt vapenrock m/1906 på ärmuppslagen. På högra framsidan finns en knapprad med sex stycken knappar på ett avstånd av 10-12 cm från den högra framkanten. På den vänstra sidan av framkanten finns sex stycken 5 cm långa och 4 cm höga linneslejfer med ett knapphål vardera. Yttersömmarna är placerade på ett avstånd av 5 cm från ärmarnas nedre kant vilka är en 9 till 11 cm lång och 3 cm hög slejf med knapphål, denna slejf är i sin tur fastknäppt vid en knapp på den nedre ärmen.

## Användning
Denna livpäls användes inom hela armén tillsammans med vapenrock m/1906 vintertid och är således en del av Enhetsuniform m/1906.

## Varianter

### Livpäls m/1905-1910
Livpäls m/1905-1910 var i stort sett lik grundvarianten. Skillnaderna var dels att den var i grågrönt linne och dels att man hade axelklaffar istället för gradbeteckning på ärmuppslagen. Denna variant räknas till Enhetsuniform m/1910.